# Kastell Overbetuwe-Randwijk
Das Kastell Overbetuwe-Randwijk ist ein laut Willem J. H. Willems mit gewissen Unsicherheiten vermutetes römisches Auxiliarkastell des Niedergermanischen Limes. Das ehemalige Militärlager befand sich vermutlich auf dem Gebiet von Randwijk, einem Dorf der Gemeinde Overbetuwe in der niederländischen Provinz Gelderland.

## Lage und Kastellhypothese

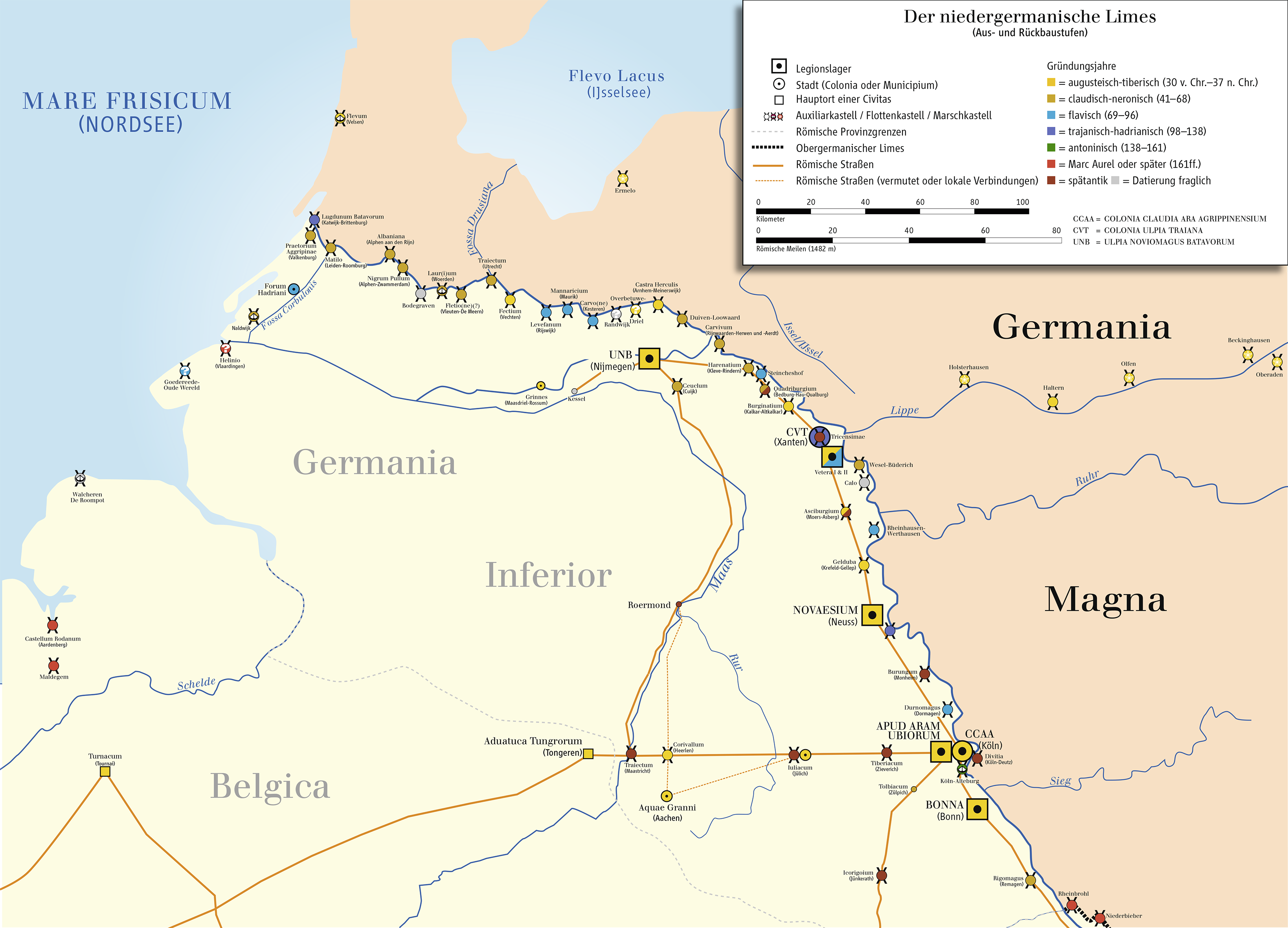
Randwijk im Verlauf des Niedergermanischen Limes

Aufgrund der relativ großen Entfernung zwischen den Militärlagern in Driel und Carvo/Kesteren sowie der strategischen Bedeutung des Raumes unmittelbar um Randwijk wird dort ein weiteres Kastell vermutet. Die strategische Bedeutung ergab sich durch den Umstand, dass dort die Limesstraße von einer in Süd-Nord-Richtung verlaufenden Straßenverbindung gekreuzt wurde. Diese Straße verlief von Herveld über Zetten nach Randwijk, kreuzte bei Wageningen-Lexkesveer den Rhein und führte von dort aus weiter in die Gegend um Ede und möglicherweise bis zum Marschlager Ermelo. Ein weiteres, wenngleich schwaches Indiz liefert der Umstand, dass Orte mit dem Namenssuffix -wijk zu den ältesten niederländischen Orten überhaupt gehören.

## Funde und Befunde
Die Lage des Kastells wurde bis heute nicht lokalisiert, lediglich in unmittelbarer Umgebung der Kirche von Randwijk konnten römische Kulturschichten festgestellt werden. Darüber hinausgehende Befunde sind nicht bekannt, das Lager scheint völlig erodiert zu sein. Zu dem Fundmaterial militärischer Provenienz aus und um Randwijk, das die Kastellhypothese erhärtet, zählt neben ein oder zwei Ziegelstempeln, einer Handvoll Scherben und möglicherweise sekundär verwendetem römischem Baumaterial vom gegenüberliegenden Rheinufer vor allem ein Pugio, ein römischer Militärdolch.